# Drapelul Arabiei Saudite
Drapelul național al Regatului Arabiei Saudite (în arabă علم المملكة العربية السعودية) este steagul folosit de guvernul Arabiei Saudite începând cu 15 martie 1973. Este un steag verde inscripționat cu crezul islamic „Nu există alt Dumnezeu decât Allah, Mohammad este trimisul lui Allah”, sub care se află o sabie cu vârful îndreptat spre stânga.
Culoarea verde reprezintă islamul, iar sabia strictețea cu care este înfăptuită justiția în țară.

## Reglementare

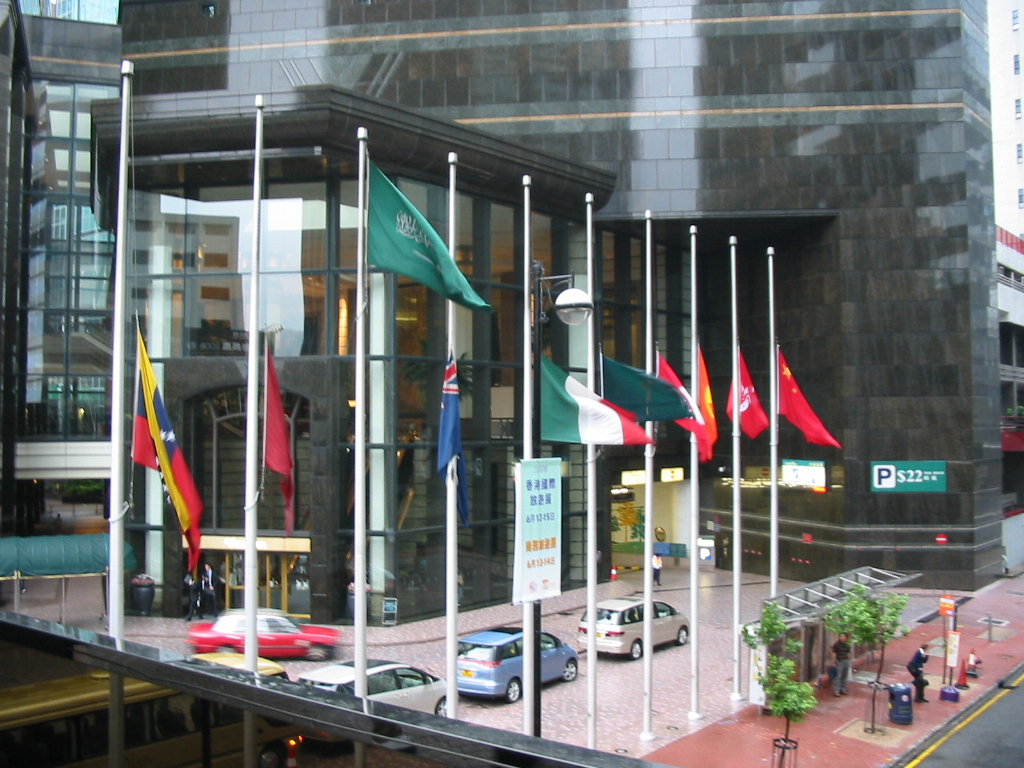
Drapele coborâte în bernă în Piața Centrală din Hong Kong. Drapelul Arabiei Saudite este exceptat.

Drapelul Arabiei Saudite nu este coborât niciodată în bernă. Datorită inscripției Șahadei, coborârea drapelului în bernă este considerată o blasfemie și este ilegală în Arabia Saudită.
Legea Arabiei Saudite nu permite arborarea drapelului în poziție verticală.